# Serge Grouard
Serge Grouard, né le 19 mars 1959 à Paris, est un haut fonctionnaire et homme politique français. Membre du RPR, de l’UMP puis des Républicains, qu'il quitte en 2023, il est député du Loiret de 2002 à 2017 ainsi que maire d'Orléans de 2001 à 2015 puis depuis juillet 2020.

## Biographie

### Jeunesse et formation
Né le 19 mars 1959 à Paris, Serge Grouard est le fils de Jean Grouard, directeur commercial, et d'Anne-Marie Clément, artiste peintre. Il est père de trois enfants.

### Carrière professionnelle
Sa carrière d'administrateur civil s'est déroulée à la ville de Paris ainsi qu'au ministère de la Défense. Il a notamment été conseiller technique au cabinet du maire de Paris, Jacques Chirac puis Jean Tiberi, de 1993 à 1996. Il fut également chargé de cours en relations internationales jusqu'en 2001.

### Parcours politique

#### Premiers mandats de maire d'Orléans (2001-2015)
Après avoir fait une alliance avec Charles-Éric Lemaignen et Olivier Carré, Serge Grouard est élu maire d'Orléans à la suite des élections municipales de 2001, sa liste ayant devancé celle du maire socialiste sortant Jean-Pierre Sueur. Charles-Éric Lemaignen devient président de la communauté d'agglomération Orléans Val de Loire et Olivier Carré premier adjoint au maire.[réf. souhaitée]
En 2001, il met en place une politique de « tolérance zéro » dans la lutte contre la délinquance, basée sur le triptyque sanction, prévention et réussite éducative. Les statistiques sur vingt ans font état d'une chute des faits de délinquance de proximité à hauteur de 84 %.
En septembre 2008, Serge Grouard intente une action en justice contre le blogueur orléanais Antoine Bardet, alias « Fansolo », qui figurait sur une liste socialiste aux élections municipales. Serge Grouard lui reproche d'avoir créé un blog ironique, « Les amis de Serge Grouard », en usurpant son identité, et dénonce l'utilisation d'images détournées qui le caricaturent en Dark Vador ou en soldat SS, selon les avis des uns et des autres,. Après une première condamnation à près de 10 000 € confirmée en appel, le jugement est inversé en cassation, Serge Grouard étant condamné en retour à verser 3 000 € d'indemnités à Antoine Bardet en sus du remboursement de tous les frais engendrés par la procédure. Ce jugement, qui fait jurisprudence, « élargit le champ de la loi du 29 juillet 1881 sur la liberté d'expression à tous les blogueurs » souligne Le Canard enchaîné.
Le projet de création d'une Arena en partenariat public-privé crée la polémique, tant sur son opportunité que sur son financement et son lieu d'implantation. La mairie abandonne le projet quand les subventions prévues – de l'État notamment – ne sont finalement pas accordées. Elle a toutefois dépensé 12 millions d'euros dans ce projet avorté (dont près de 8 millions pour l'achat des bâtiments et du terrain de l'ancienne usine Famar), le « plus grave échec en matière d'urbanisme » du maire souligne La Tribune d'Orléans.
Le 23 mars 2014, la liste qu'il conduit obtient 53,65 % des suffrages exprimés dès le premier tour des élections municipales, devant la liste PS-EELV-PRG, qui recueille 23,23 % des suffrages. Serge Grouard est à l'origine d'une nouvelle polémique en créant une délégation chargée de lutter contre l'immigration clandestine. L'ancien maire Jean-Pierre Sueur a demandé au préfet et au ministre de l'Intérieur d'étudier les recours possibles contre de telles prérogatives qui sont en principe celles de l'État. Le préfet du Loiret a invité le maire à changer le nom de la délégation « afin d'éviter toute confusion avec les compétences de l'État ».
Il annonce le 22 juin 2015 sa décision de mettre fin à son mandat de maire d’Orléans pour des raisons de santé. C'est son premier adjoint et dauphin Olivier Carré qui lui succède. Il reste adjoint au maire, chargé de la stratégie métropolitaine, jusqu'à sa démission en juin 2019 à l’issue de nombreux désaccords avec son ancien premier adjoint qui lui avait succédé.

#### Député du Loiret (2002-2017)
Serge Grouard est élu député avec 57,59 % des voix le 16 juin 2002, dans la 2e circonscription du Loiret. Le 17 juin 2007, il est réélu avec 54,65 % des suffrages au second tour. Lors des élections législatives de 2012, il est réélu une nouvelle fois, avec 50,37 % des voix au second tour,.
Du 1er décembre 2010 à la fin de la XIIIe législature, il y préside la commission du Développement durable et de l'Aménagement du territoire.
Pour la primaire présidentielle des Républicains de 2016, il soutient François Fillon, pour lequel il est responsable du projet. Il travaille notamment sur les questions régaliennes dont celles liées à la politique internationale, à la sécurité et à la lutte contre l’islamisme radical, estimant dans un premier temps qu’elles sont insuffisamment traitées dans le programme présidentiel. Serge Grouard participera ainsi à l’écriture du livre Vaincre le terrorisme islamique signé par François Fillon.
Le 4 mars 2017, alors que François Fillon, en pleine tourmente liée au Penelopegate, tient meeting au Trocadéro, Serge Grouard lui aurait proposé de prendre sa place comme candidat à l'élection présidentielle.
Briguant un quatrième mandat aux élections législatives de 2017, il est battu par la candidate de La République en marche Caroline Janvier, qui l'emporte par 51,2 % des suffrages exprimés.

#### Réélection à la mairie d'Orléans en 2020
Alors qu'il avait annoncé en 2015 qu'il ne se représenterait pas, Serge Grouard est candidat à sa réélection aux élections municipales de 2020, face notamment à Olivier Carré, soutenu par La République en marche. Arrivé en tête à l'issue du premier tour de scrutin avec sa liste « Les Orléanais au cœur », il gagne la triangulaire du second tour avec 40,3 % des suffrages représentant 9 098 voix sur 62 896 inscrits. 
Le 4 juillet 2020, il est élu maire d'Orléans pour la quatrième fois consécutive, après une campagne au climat délétère notamment marquée par l'affaire des notes de frais d'Olivier Carré et l'affaire de la distribution de masques par Serge Grouard et son équipe.
Dans le contexte sanitaire de Covid-19 empêchant la tenue des fêtes de Jeanne d'Arc, une vive polémique éclate en mai 2021 à la suite du refus de diffusion par France 3 Centre-Val de Loire d'un documentaire commandé par la mairie d'Orléans. La direction de la chaîne estime qu’en raison du temps d’antenne accordé à Serge Grouard, les commentaires de la journaliste (Charlotte d'Ornellas, ancienne Jeanne d'Arc à Orléans et proche des mouvances d'extrême-droite) peuvent être considérés comme un temps d'antenne illégal attribué au parti du maire.
Un article du quotidien L'Humanité d'août 2022 critique une politique visant à « faire fuir les sans-abris », la volonté « d’abattre plusieurs tilleuls centenaires, provoquant la sidération et la colère des habitants » ou encore, du côté des mobilités, une politique au profit exclusif de la voiture avec un plan vélo « au point mort » et des transports en commun « loin d’être accessibles à tous ».
Il engage la ville d'Orléans dans un projet de transition écologique, souhaitant faire de la cité johannique une « ville décarbonée à l'horizon 2050 », avec une baisse des gaz à effet de serre de 50 % d'ici 2030. La ville devrait produire sa propre énergie renouvelable grâce, notamment, au photovoltaïque. « Les ambitions seront de diviser par deux les émissions de gaz à effet de serre d'origine énergétique et de doubler les capacités de production en énergies renouvelables, de baisser de 26 % les consommations énergétiques... »
La municipalité et l'entreprise Sensivic expérimentent depuis 2021 à la cité de Jeanne d’Arc un système de surveillance permettant d'enregistrer les « bruits suspects », mais aussi potentiellement les voix et conversations des passants. La légalité de ce dispositif a été questionnée, tandis que la Commission nationale informatique et libertés doit rendre un avis.

#### Élection à la présidence d'Orléans Métropole en 2021
Contrairement aux engagements qu'il avait pris lors des élections municipales de 2020, où il s'était prononcé « contre le cumul des fonctions de maire et de président de la métropole », Serge Grouard se présente et est élu à la présidence d'Orléans Métropole le 9 novembre 2021, en l'absence d'autre candidat et afin que la collectivité soit en mesure de « retrouver une capacité de porter des beaux projets »dans un contexte d'endettement massif.

#### Candidature à la présidence des Républicains en 2022
Le 7 juillet 2022, il annonce sa candidature à la présidence des Républicains pour la succession de Christian Jacob, dont l'élection aura lieu lors du congrès des Républicains de 2022, les 3 et 4 décembre 2022 pour le premier tour, puis les 10 et 11 décembre 2022 pour le second tour si aucun des candidats n'a obtenu de majorité de plus de 50 % dès le premier scrutin. Cependant, il ne parvient pas à obtenir les parrainages requis pour se présenter.

#### Départ des Républicains
Il annonce le 12 mars 2023 dans une lettre ouverte quitter Les Républicains, jugeant que ce parti « n'a plus aucune ligne politique et pas davantage de projet pour notre pays ».

## Prises de position
En mars 2013, il refuse l'implantation d'une école musulmane à Orléans, invoquant la « laïcité » et déclarant : « Après, on m'oppose l'argument des écoles dédiées à d'autres religions. Mais ça n'a rien à voir ! Les écoles catholiques, notamment, sont sous contrat, avec un programme, et une obligation de respect de la laïcité ! Et elles acceptent aussi des enfants d'autres religions, des enfants musulmans. Si l'État accepte et veut la mettre sous contrat, c'est un autre sujet. Mais là, c'est une porte ouverte vers de possibles dérives ».
En avril 2016, il publie une « lettre aux musulmans », où il les exhorte à « faire leur révolution intérieure ». Il écrit : « Vous êtes nouveaux sur la terre de France. À ce titre [...], vous devriez avoir plus de devoirs que de droits [...] C’est d’abord à vous de vous adapter à nous et non pas l’inverse ». L'avocat et enseignant Asif Arif, lui répond le 11 avril de la même année dans Contrepoints : « C’est à nous de nous adapter dites-vous. Mais si nous sommes Français, à quoi voulez-vous que nous nous adaptions ? À nous-mêmes ? En réalité, votre raisonnement, visant d’abord à dédouaner les « bons musulmans » et les distinguer des « mauvais » revient, in fine, à assimiler, et donc amalgamer, les terroristes avec les musulmans. [...] Tout ce que vous dites est en réalité l’antithèse du combat républicain. Ne vous en déplaise. »
En mars 2024, il dénonce l'arrivée de migrants dans sa ville, déplacés selon lui en raison des Jeux olympiques de l'été 2024 à Paris,.
En avril 2025, il soutient la suppression des Zones à faibles émissions, qu'il décrit comme un outil « inadapté au quotidien des habitants [et qui pénaliserait] toujours les mêmes ».

## Détail des mandats et fonctions

### Mandats nationaux
- 19 juin 2002 - 20 juin 2017 : député de la 2e circonscription du Loiret
  - 1er décembre 2010 - 19 juin 2012 : président de la commission du Développement durable et de l'Aménagement du territoire de l'Assemblée nationale

### Mandats locaux
- depuis le 18 juin 1995 : conseiller municipal d'Orléans
  - 19 mars 2001 - 22 juin 2015 : maire d'Orléans
  - 28 juin 2015 - 1er juillet 2019 : adjoint au maire d'Orléans, délégué à la stratégie métropolitaine
  - depuis le 4 juillet 2020 : maire d'Orléans
- 16 juillet 2020 - 9 novembre 2021 : président délégué d'Orléans Métropole
- depuis le 9 novembre 2021 : président d'Orléans Métropole[48]

## Publications

### Ouvrages
- Stratégies européennes et Espace militaire, FEDN, 1989, 88 p..
- La Guerre en orbite : essai de politique et de stratégie spatiales, éd. Economica, 1994. 383 p.
- Ce que je voulais vous dire, Corsaire, 2018.
- Assez de mots, des actes, comment rétablir la sécurité, Vérone Éditions, 2021.